# 小山秀広
小山 秀広（おやま ひでひろ、生没年不詳）は、安土桃山時代の小山氏当主。通称は小四郎。

## 生涯
小山秀綱の庶子として生まれる。
『下野国誌』は、天正10年（1582年）、父・秀綱が祇園城に復帰した際、北条氏政の娘を、嫡子・政種（秀広の異母弟）の妻に迎えたと記している。しかし、このとき、政種は既に亡くなっていることから、『小山市史』では、秀広の妻として迎えていたと推測している。
天正18年（1590年）、豊臣秀吉の小田原征伐に際して、小山氏の拠る祇園城は、父・秀綱の実弟である結城晴朝らによって攻め落とされた。戦後、小山領は結城氏に与えられ、秀綱父子は同氏のもとで引き続き小山領内に住んでいたと推測される。
北条氏滅亡を機に、秀綱は秀広に家督を譲った。同年9月〜12月頃、秀広の名で、小山家旧臣宛に官途状を出していることからも、小山氏当主として活動していることが確認できる。
同年10月、葛西大崎一揆平定のため、結城秀康に従って奥州に出陣した。
その後、10年足らずで死去した。『小山市史』では、天正19年（1591年）〜慶長4年（1599年）の間に、秀広から父・秀綱への当主交代があったと推測している。
「小山系図」では、3月29日に35歳で没したとしている。法名は孝山。

## 秀広以降の小山氏
秀広の子・秀恒は、元和6年〜寛永初年（1620年代前半）頃、下総国山川藩の水野忠善に客分として迎えられた（『丕揚録』）。寛永12年（1635年）、忠善が駿河国田中藩に移封になると、再度浪人となった。
寛文5年（1665年）、秀恒の子・修理亮秀堅が水戸藩に200石で出仕した。大番、書院番頭、寄合頭、城代に累進し、1000石まで加増された。